# Заґуже (Равський повіт)
Заґуже (пол. Zagórze) — село в Польщі, у гміні Рава-Мазовецька Равського повіту Лодзинського воєводства.
Населення — 106 осіб (2011).
У 1975-1998 роках село належало до Скерневицького воєводства.

## Демографія
Демографічна структура станом на 31 березня 2011 року:
|          | Загалом | Допрацездатний вік | Працездатний вік | Постпрацездатний вік |
| -------- | ------- | ------------------ | ---------------- | -------------------- |
| Чоловіки | 54      | 12                 | 28               | 14                   |
| Жінки    | 52      | 5                  | 28               | 19                   |
| Разом    | 106     | 17                 | 56               | 33                   |